# Гоян Олесь Яремович
Гоян Олесь Яремович  — професор, доктор філологічних наук, завідувач кафедри аудіовізуальних медіа (до квітня 2024 року - кафедри телебачення і радіомовлення) НН Інституту журналістики Київського національного університету імені Тараса Шевченка. Автор підручників та посібників, а також ряду наукових статей і публікацій, присвячених теорії радіожурналістики й розвитку недержавного радіомовлення в Україні. Читає навчальні курси: «Радіожурналістика», «Ведучий радіопрограм», «Журналістський фах», спецкурс «Радіоменеджмент», має творчу майстерню.

## Біографія
Народився 2 вересня 1964 року у Львові. Закінчив факультет журналістики Київського державного університету ім. Т.Шевченка та аспірантуру при Інституті журналістики Київського національного університету імені Тараса Шевченка.
Тема кандидатської дисертації «Типологічна характеристика молодіжних радіопрограм України» (1992 рік).
Тема докторської дисертації «Комерційна радіожурналістика в Україні: становлення, розвиток, перспективи» (2007 рік).
1986—1989 — редактор Головної редакції радіомовлення для молоді Держтелерадіо України (радіостанції «Молода гвардія»);
1992—1996 — координатор радіопроектів Міжнародного медіа центру «Інтерньюз», організатор тренінгів і семінарів для перших комерційних радіостанцій в Україні, з 1996 року — координатор Представництва медіакомпанії Deutsche Welle в Україні;
1989—1992 — аспірант факультету журналістики Київського держуніверситету ім. Т. Г. Шевченка, з 2008 — професор Інституту журналістики Київського національного університету імені Тараса Шевченка;
З 2001 — завідувач кафедри аудіовізуальних медіа НН Інституту журналістики Київського національного університету імені Тараса Шевченка.